# Bruno Arcari (boxe anglaise)
Pour les articles homonymes, voir Bruno Arcari et Arcari.
Bruno Arcari est un boxeur italien né le 1er janvier 1942 à Atina, Frosinone.

## Carrière
Passé professionnel en 1964, il devient champion d'Italie des poids super-légers en 1966, champion d'Europe EBU en 1968 et champion du monde WBC le 31 janvier 1970 après sa victoire aux points contre Pedro Adigue Jr.. Arcari défend 9 fois sa ceinture avant de la laisser vacante le 14 février 1974 pour continuer sa carrière en poids welters. Il se retire finalement des rings en 1978 sur un bilan de 70 victoires, 2 défaites et 1 match nul.

## Hommage
Le 7 mai 2015, en présence du président du Comité national olympique italien (CONI), Giovanni Malagò, a été inauguré  le Walk of Fame du sport italien dans le parc olympique du Foro Italico de Rome, le long de Viale delle Olimpiadi. 100 tuiles rapportent chronologiquement les noms des athlètes les plus représentatifs de l'histoire du sport italien. Sur chaque tuile figure le nom du sportif, le sport dans lequel il s'est distingué et le symbole du CONI. L'une de ces tuiles lui est dédiée .

## Référence
1. ↑  (en) 1970-02-01 Bruno Arcari w pts 15 Pedro Adigue, Sports Palace, Rome, Italy - WBC (boxrec.com)
2. ↑  (it) « Inaugurata la Walk of Fame: 100 targhe per celebrare le leggende dello sport italiano », sur Comitato Olimpico Nazionale Italiano (consulté le 13 avril 2021).